# 24 Heures de Daytona 1990
Navigation
Édition précédente Édition suivante
Les 24 Heures de Daytona 1990 (officiellement appelé le Sunbank Daytona 24 Hours 1990), disputées sur les 3 février 1990 et 4 février 1990 sur le Daytona International Speedway ont été la vingt-huitième édition de cette épreuve, la vingt-troisième sur un format de vingt-quatre heures, et la première manche du Championnat IMSA GT 1990.

## Engagés
La liste officielle des engagés était composée de 66 voitures. 61 ont participé aux essais dont 18 en GTP, 16 en GTP Lights, 16 en GTO et 13 en GTU.

## Course
Voici le classement provisoire au terme de la course,.
- Les vainqueurs de chaque catégorie sont signalés par un fond jauni.
- Pour la colonne Pneus, il faut passer le curseur au-dessus du modèle pour connaître le manufacturier de pneumatiques.

| Pos.    | Classe | N° | Écurie                       | Pilotes                                                                  | Châssis                        | Pneus | Tours |
| Pos.    | Classe | N° | Écurie                       | Pilotes                                                                  | Moteur                         | Pneus | Tours |
| ------- | ------ | -- | ---------------------------- | ------------------------------------------------------------------------ | ------------------------------ | ----- | ----- |
| 1       | GTP    | 61 | Castrol Jaguar Racing        | Davy Jones Jan Lammers Andy Wallace                                      | Jaguar XJR-12                  | G     | 761   |
| 1       | GTP    | 61 | Castrol Jaguar Racing        | Davy Jones Jan Lammers Andy Wallace                                      | Jaguar 6,0 l V12 Atmo          | G     | 761   |
| 2       | GTP    | 60 | Castrol Jaguar Racing        | Price Cobb John Nielsen Martin Brundle                                   | Jaguar XJR-12                  | G     | 757   |
| 2       | GTP    | 60 | Castrol Jaguar Racing        | Price Cobb John Nielsen Martin Brundle                                   | Jaguar 6,0 l V12 Atmo          | G     | 757   |
| 3       | GTP    | 86 | Texaco Havoline              | Bob Wollek Sarel van der Merwe Dominic Dobson (en)                       | Porsche 962                    | G     | 755   |
| 3       | GTP    | 86 | Texaco Havoline              | Bob Wollek Sarel van der Merwe Dominic Dobson (en)                       | Porsche 3,0 l Flat-6 Bi-Turbo  | G     | 755   |
| 4       | GTP    | 2  | Alucraft/Shapiro Motorsports | Hans-Joachim Stuck Hurley Haywood Harald Grohs René Herzog               | Porsche 962                    | G     | 704   |
| 4       | GTP    | 2  | Alucraft/Shapiro Motorsports | Hans-Joachim Stuck Hurley Haywood Harald Grohs René Herzog               | Porsche 3,0 l Flat-6 Turbo     | G     | 704   |
| 5       | GTO    | 15 | Tru-Cur/Roush Racing         | Robby Gordon Calvin Fish (en) Lyn St. James                              | Mercury Cougar XR-7            | G     | 689   |
| 5       | GTO    | 15 | Tru-Cur/Roush Racing         | Robby Gordon Calvin Fish (en) Lyn St. James                              | Ford 6,0 l V8 Atmo             | G     | 689   |
| 6       | GTP    | 10 | Wynn's ( Hotchkis Racing)    | Jim Adams John Hotchkis (de) John Hotchkis Jr.                           | Porsche 962                    | G     | 688   |
| 6       | GTP    | 10 | Wynn's ( Hotchkis Racing)    | Jim Adams John Hotchkis (de) John Hotchkis Jr.                           | Porsche 3,0 l Flat-6 Turbo     | G     | 688   |
| 7       | GTO    | 63 | Downing/Atlanta Racing       | Amos Johnson (de) John O'Steen (de) Jim Downing Pete Halsmer (en)        | Mazda RX-7                     | G     | 671   |
| 7       | GTO    | 63 | Downing/Atlanta Racing       | Amos Johnson (de) John O'Steen (de) Jim Downing Pete Halsmer (en)        | Mazda 2,1 l 4-Rotor            | G     | 671   |
| 8 Abd.  | GTO    | 11 | Tru-Cur/Roush Racing         | Dorsey Schroeder (en) Max Jones Robert Lappalainen (fi) Scott Pruett     | Mercury Cougar XR-7            | G     | 653   |
| 8 Abd.  | GTO    | 11 | Tru-Cur/Roush Racing         | Dorsey Schroeder (en) Max Jones Robert Lappalainen (fi) Scott Pruett     | Ford 6,0 l V8 Atmo             | G     | 653   |
| 9       | Lights | 36 | Erie Scientific Racing       | John Grooms Michael Greenfield (en) Frank Jellinek                       | Argo JM16                      | G     | 642   |
| 9       | Lights | 36 | Erie Scientific Racing       | John Grooms Michael Greenfield (en) Frank Jellinek                       | Mazda 13B 1,3 l 2-Rotor        | G     | 642   |
| 10      | GTO    | 90 | Escott Capri                 | Jim Stevens Bob Schneider Jim Jaeger Robert Lappalainen (fi)             | Mercury Capri (en)             | G     | 634   |
| 10      | GTO    | 90 | Escott Capri                 | Jim Stevens Bob Schneider Jim Jaeger Robert Lappalainen (fi)             | Ford 6,0 l V8 Atmo             | G     | 634   |
| 11      | GTO    | 74 | 74 Hunting Ranch             | Paul Dallenbach George Robinson Johnny Unser Wally Dallenbach Jr.        | Ford Mustang                   | G     | 621   |
| 11      | GTO    | 74 | 74 Hunting Ranch             | Paul Dallenbach George Robinson Johnny Unser Wally Dallenbach Jr.        | Ford 6,0 l V8 Atmo             | G     | 621   |
| 12      | GTU    | 71 | Peter Uria Racing            | Peter Uria Bob Dotson Jim Pace Rusty Scott                               | Mazda RX-7                     | G     | 620   |
| 12      | GTU    | 71 | Peter Uria Racing            | Peter Uria Bob Dotson Jim Pace Rusty Scott                               | Mazda 1,3 l 2-Rotor            | G     | 620   |
| 13      | Lights | 55 | Fuji Film                    | David Rocha Les Delano Andy Petery (de) Oscar Manautou Craig Carter      | Spice SE86CL                   | F     | 609   |
| 13      | Lights | 55 | Fuji Film                    | David Rocha Les Delano Andy Petery (de) Oscar Manautou Craig Carter      | Pontiac 3,0 l I4 Atmo          | F     | 609   |
| 14      | GTU    | 26 | Border Cantina               | Chris Craft Tommy Johnson Alex Job Buz McCall                            | Porsche 911                    | G     | 605   |
| 14      | GTU    | 26 | Border Cantina               | Chris Craft Tommy Johnson Alex Job Buz McCall                            | Porsche 3,2 l Flat-6 Atmo      | G     | 605   |
| 15      | GTU    | 82 | Wendy's Racing Team          | Dick Greer Colin Trueman Mike Mees                                       | Mazda RX-7                     | Y     | 585   |
| 15      | GTU    | 82 | Wendy's Racing Team          | Dick Greer Colin Trueman Mike Mees                                       | Mazda 1,3 l 2-Rotor            | Y     | 585   |
| 16      | GTU    | 38 | Mazda Motorsports            | Roger Mandeville Kelly Marsh John Finger Lance Stewart John Hogdal       | Mazda MX-6                     | Y     | 577   |
| 16      | GTU    | 38 | Mazda Motorsports            | Roger Mandeville Kelly Marsh John Finger Lance Stewart John Hogdal       | Mazda 13B 1,3 l 2-Rotor        | Y     | 577   |
| 17      | Lights | 4  | S&L Racing                   | Scott Schubot Tomas Lopez Linda Ludemann                                 | Spice SE88P                    | G     | 544   |
| 17      | Lights | 4  | S&L Racing                   | Scott Schubot Tomas Lopez Linda Ludemann                                 | Buick 3,0 l V6 Atmo            | G     | 544   |
| 18      | GTO    | 87 | Puleo & Williams Racing      | Anthony Puleo Mark Kennedy Jerry Walsh Kent Painter                      | Chevrolet Camaro               | G     | 531   |
| 18      | GTO    | 87 | Puleo & Williams Racing      | Anthony Puleo Mark Kennedy Jerry Walsh Kent Painter                      | Chevrolet 5,7 l V8 Atmo        | G     | 531   |
| 19      | Lights | 12 | Carlos Bobeda Racing         | Ron McKay Kaming Ko Tom Hunter Jr. Marlo Magana                          | Tiga GT287                     | G     | 503   |
| 19      | Lights | 12 | Carlos Bobeda Racing         | Ron McKay Kaming Ko Tom Hunter Jr. Marlo Magana                          | Chevrolet 3,0 l V6 Atmo        | G     | 503   |
| 20      | Lights | 47 | Bezema Buick                 | Steve Johnson Gary Pierce                                                | Argo JM16                      | G     | 498   |
| 20      | Lights | 47 | Bezema Buick                 | Steve Johnson Gary Pierce                                                | Buick 3,0 l V6 Atmo            | G     | 498   |
| 21 Abd. | GTU    | 43 | JVR Engineering, Inc.        | Don Wallace Bob Young Brad Hoyt Joe Varde (en)                           | Pontiac Fiero                  | F     | 469   |
| 21 Abd. | GTU    | 43 | JVR Engineering, Inc.        | Don Wallace Bob Young Brad Hoyt Joe Varde (en)                           | Pontiac 3,0 l I4 Atmo          | F     | 469   |
| 22 Abd. | Lights | 9  | Essex Racing                 | Ferdinand de Lesseps Jay Cochran John Morrison                           | Spice SE88P                    | G     | 443   |
| 22 Abd. | Lights | 9  | Essex Racing                 | Ferdinand de Lesseps Jay Cochran John Morrison                           | Buick 3,0 l V6 Atmo            | G     | 443   |
| 23 Abd. | Lights | 8  | Essex Racing                 | Charles Morgan Hendrik ten Cate Tom Hessert Jr.                          | Spice SE88P                    | G     | 440   |
| 23 Abd. | Lights | 8  | Essex Racing                 | Charles Morgan Hendrik ten Cate Tom Hessert Jr.                          | Buick 3,0 l V6 Atmo            | G     | 440   |
| 24      | Lights | 97 | Whitehall Motorsports        | John Heinricy (en) Tim Beverly (en) Andy Swett Tommy Morrison            | Spice SE88P                    | G     | 409   |
| 24      | Lights | 97 | Whitehall Motorsports        | John Heinricy (en) Tim Beverly (en) Andy Swett Tommy Morrison            | Pontiac 3,0 l I4 Atmo          | G     | 409   |
| 25      | GTP    | 67 | BFG/Miller High Life         | Kevin Cogan John Paul Jr. Mauro Baldi                                    | Nissan GTP ZX-Turbo (en)       | BF    | 397   |
| 25      | GTP    | 67 | BFG/Miller High Life         | Kevin Cogan John Paul Jr. Mauro Baldi                                    | Nissan 3,0 l V6 Turbo          | BF    | 397   |
| 26      | GTO    | 04 | Spirit of Brandon            | Henry Brosnaham Robert McElheny Steve Burgner                            | Chevrolet Camaro               | G     | 369   |
| 26      | GTO    | 04 | Spirit of Brandon            | Henry Brosnaham Robert McElheny Steve Burgner                            | Chevrolet 5,5 l V8 Atmo        | G     | 369   |
| 27 Abd. | GTP    | 17 | Dauer Racing                 | Raul Boesel Al Unser Jr. Robby Unser                                     | Porsche 962                    | BF    | 360   |
| 27 Abd. | GTP    | 17 | Dauer Racing                 | Raul Boesel Al Unser Jr. Robby Unser                                     | Porsche 3,0 l Flat-6 Turbo     | BF    | 360   |
| 28 Abd. | GTP    | 84 | Nissan Performance           | Derek Daly Bob Earl Chip Robinson Geoff Brabham                          | Nissan GTP ZX-Turbo (en)       | G     | 360   |
| 28 Abd. | GTP    | 84 | Nissan Performance           | Derek Daly Bob Earl Chip Robinson Geoff Brabham                          | Nissan 3,0 l V6 Turbo          | G     | 360   |
| 29 Abd. | GTU    | 57 | Kryder Racing                | Reed Kryder Henry Camferdam Alistair Oag Phil Pate                       | Nissan 300ZX                   | G     | 354   |
| 29 Abd. | GTU    | 57 | Kryder Racing                | Reed Kryder Henry Camferdam Alistair Oag Phil Pate                       | Nissan 3,0 l V6 Atmo           | G     | 354   |
| 30 Abd. | GTP    | 83 | Nissan Performance           | Bob Earl Chip Robinson Geoff Brabham Derek Daly                          | Nissan GTP ZX-Turbo (en)       | G     | 327   |
| 30 Abd. | GTP    | 83 | Nissan Performance           | Bob Earl Chip Robinson Geoff Brabham Derek Daly                          | Nissan 3,0 l V6 Turbo          | G     | 327   |
| 31 Abd. | Lights | 58 | Gary Wonzer Racing           | Bill Bean Don Abreu Bill Wolfe                                           | Lola T616                      | H     | 322   |
| 31 Abd. | Lights | 58 | Gary Wonzer Racing           | Bill Bean Don Abreu Bill Wolfe                                           | Mazda 13B 1,3 l 2-Rotor        | H     | 322   |
| 32 Abd. | Lights | 80 | Bieri Racing                 | Martino Finotto Paolo Guatamacchi Loris Kessel                           | Spice SE89P                    | G     | 306   |
| 32 Abd. | Lights | 80 | Bieri Racing                 | Martino Finotto Paolo Guatamacchi Loris Kessel                           | Ferrari 3,0 l V8 Atmo          | G     | 306   |
| 33 Abd. | GTU    | 00 | Full Time Racing             | Kal Showket Don Knowles Neil Hanneman Mike Davies                        | Dodge Daytona                  | Y     | 280   |
| 33 Abd. | GTU    | 00 | Full Time Racing             | Kal Showket Don Knowles Neil Hanneman Mike Davies                        | Dodge 2,4 l I4 Atmo            | Y     | 280   |
| 34 Abd. | Lights | 01 | Racecraft International      | Mike Allison Andrew Hepworth Michael Dow George Sutcliffe Chris Hodgetts | Spice SE87L                    | G     | 263   |
| 34 Abd. | Lights | 01 | Racecraft International      | Mike Allison Andrew Hepworth Michael Dow George Sutcliffe Chris Hodgetts | Pontiac 3,0 l I4 Atmo          | G     | 263   |
| 35 Abd. | GTP    | 99 | All American Racers          | Rocky Moran (en) Drake Olson (en) Juan Manuel Fangio II                  | Eagle HF89                     | G     | 253   |
| 35 Abd. | GTP    | 99 | All American Racers          | Rocky Moran (en) Drake Olson (en) Juan Manuel Fangio II                  | Toyota 2,1 l I4 Turbo          | G     | 253   |
| 36      | GTO    | 21 | Budweiser Racing             | Craig Rubright Kermit Upton Daniel Urrutia                               | Chevrolet Camaro               | G     | 247   |
| 36      | GTO    | 21 | Budweiser Racing             | Craig Rubright Kermit Upton Daniel Urrutia                               | Chevrolet 5,5 l V8 Atmo        | G     | 247   |
| 37 Abd. | Lights | 79 | Winters/Whitehall            | Ken Knott Tom Winters Claude Ballot-Léna Thierry Lecerf                  | Spice SE87L                    | G     | 243   |
| 37 Abd. | Lights | 79 | Winters/Whitehall            | Ken Knott Tom Winters Claude Ballot-Léna Thierry Lecerf                  | Pontiac Cosworth 3,0 l I4 Atmo | G     | 243   |
| 38 Abd. | Lights | 42 | Motorsports Marketing        | Howard Cherry John Higgins Charles Monk Tim McAdam                       | Fabcar CL                      | G     | 242   |
| 38 Abd. | Lights | 42 | Motorsports Marketing        | Howard Cherry John Higgins Charles Monk Tim McAdam                       | Porsche 3,0 l Flat-6 Atmo      | G     | 242   |
| 39      | GTU    | 81 | Racers' Cafe                 | Bob Speakman David Duda Mike Speakman Jim Novotne                        | Datsun 240Z                    | F     | 231   |
| 39      | GTU    | 81 | Racers' Cafe                 | Bob Speakman David Duda Mike Speakman Jim Novotne                        | Nissan 3,0 l I6 Atmo           | F     | 231   |
| 40      | GTO    | 29 | Overbagh Motor Racing        | Guy Church Mark Montgomery Del Russo Taylor Don Arpin Hoyt Overbagh      | Chevrolet Camaro               | G     | 229   |
| 40      | GTO    | 29 | Overbagh Motor Racing        | Guy Church Mark Montgomery Del Russo Taylor Don Arpin Hoyt Overbagh      | Chevrolet 6,0 l V8 Atmo        | G     | 229   |
| 41 Abd. | GTP    | 30 | Momo                         | Giampiero Moretti Derek Ball Stanley Dickens                             | Porsche 962                    | G     | 186   |
| 41 Abd. | GTP    | 30 | Momo                         | Giampiero Moretti Derek Ball Stanley Dickens                             | Porsche 3,0 l Flat-6 Bi-Turbo  | G     | 186   |
| 42 Abd. | Lights | 92 | Promo Racing                 | Max Schmidt Jim Briody Rusty Schmidt Jorge Mendoza                       | Argo JM19                      | G     | 176   |
| 42 Abd. | Lights | 92 | Promo Racing                 | Max Schmidt Jim Briody Rusty Schmidt Jorge Mendoza                       | Mazda 13B 1,3 l 2-Rotor        | G     | 176   |
| 43 Abd. | GTO    | 53 | Hi-Tech Coating              | Richard McDill Jim Burt Bill McDill                                      | Chevrolet Camaro               | G     | 145   |
| 43 Abd. | GTO    | 53 | Hi-Tech Coating              | Richard McDill Jim Burt Bill McDill                                      | Chevrolet 5,8 l V8 Atmo        | G     | 145   |
| 44 Abd. | GTU    | 95 | Fastcolor Auto Art           | Bob Leitzinger David Loring Butch Leitzinger                             | Nissan 240SX                   | T     | 167   |
| 44 Abd. | GTU    | 95 | Fastcolor Auto Art           | Bob Leitzinger David Loring Butch Leitzinger                             | Nissan 3,0 l V6 Atmo           | T     | 167   |
| 45 Abd. | GTP    | 0  | Joest Racing                 | Frank Jelinski Henri Pescarolo Jean-Louis Ricci                          | Porsche 962                    | G     | 145   |
| 45 Abd. | GTP    | 0  | Joest Racing                 | Frank Jelinski Henri Pescarolo Jean-Louis Ricci                          | Porsche 3,0 l Flat-6 Bi-Turbo  | G     | 145   |
| 46 Abd. | GTU    | 07 | Full Time Racing             | Stu Hayner Robbie Buhl                                                   | Dodge Daytona                  | Y     | 137   |
| 46 Abd. | GTU    | 07 | Full Time Racing             | Stu Hayner Robbie Buhl                                                   | Dodge 2,4 l I4 Atmo            | Y     | 137   |
| 47 Abd. | GTP    | 33 | Panasonic/Carlos & Charlies  | Bernard Jourdain (en) Jeff Kline Hiro Matsushita                         | Spice SE90P                    | G     | 90    |
| 47 Abd. | GTP    | 33 | Panasonic/Carlos & Charlies  | Bernard Jourdain (en) Jeff Kline Hiro Matsushita                         | Chevrolet 6,0 l V8 Atmo        | G     | 90    |
| 48 Abd. | GTU    | 37 | Mazda Motorsports            | Al Bacon John Hogdal                                                     | Mazda RX-7                     | Y     | 85    |
| 48 Abd. | GTU    | 37 | Mazda Motorsports            | Al Bacon John Hogdal                                                     | Mazda 1,3 l 2-Rotor            | Y     | 85    |
| 49 Abd. | Lights | 70 | Paul Reisman Hrg., Inc.      | Paul Reisman Bob Herbert R. J. Valentine                                 | Argo JM16                      | G     | 84    |
| 49 Abd. | Lights | 70 | Paul Reisman Hrg., Inc.      | Paul Reisman Bob Herbert R. J. Valentine                                 | Mazda 13B 1,3 l 2-Rotor        | G     | 84    |
| 50 Abd. | GTO    | 54 | Race Power                   | Rob Segall Richard Davis Gerre Payvis Bill Cerveney Jeff Davis (en)      | Chevrolet Camaro               | G     | 74    |
| 50 Abd. | GTO    | 54 | Race Power                   | Rob Segall Richard Davis Gerre Payvis Bill Cerveney Jeff Davis (en)      | Chevrolet 5,7 l V8 Atmo        | G     | 74    |
| 51 Abd. | GTO    | 41 | Young Racing (en)            | Joe Cogbill Mark Gibson Dale Kreider                                     | Chevrolet Beretta              | F     | 67    |
| 51 Abd. | GTO    | 41 | Young Racing (en)            | Joe Cogbill Mark Gibson Dale Kreider                                     | Chevrolet 5,7 l V8 Atmo        | F     | 67    |
| 52 Abd. | GTO    | 1  | Downing/Atlanta Racing       | Elliott Forbes-Robinson John Morton Pete Halsmer (en)                    | Mazda RX-7                     | G     | 61    |
| 52 Abd. | GTO    | 1  | Downing/Atlanta Racing       | Elliott Forbes-Robinson John Morton Pete Halsmer (en)                    | Mazda 2,1 l 4-Rotor            | G     | 61    |
| 53 Abd. | Lights | 40 | Bieri Racing                 | Uli Bieri David Tennyson John Graham                                     | Tiga GT286                     | G     | 58    |
| 53 Abd. | Lights | 40 | Bieri Racing                 | Uli Bieri David Tennyson John Graham                                     | Ferrari 3,0 l V8 Atmo          | G     | 58    |
| 54 Abd. | GTP    | 23 | DSR Motorsports              | Bill Adam (en) Richard Laporte Scott Goodyear David Seabroke             | Porsche 962                    | G     | 43    |
| 54 Abd. | GTP    | 23 | DSR Motorsports              | Bill Adam (en) Richard Laporte Scott Goodyear David Seabroke             | Porsche 3,0 l Flat-6 Turbo     | G     | 43    |
| 55 Abd. | GTP    | 16 | Dyson Racing                 | Rob Dyson (en) James Weaver Scott Pruett Vern Schuppan                   | Porsche 962                    | G     | 6     |
| 55 Abd. | GTP    | 16 | Dyson Racing                 | Rob Dyson (en) James Weaver Scott Pruett Vern Schuppan                   | Porsche 3,0 l Flat-6 Bi-Turbo  | G     | 6     |
| Np.     | GTP    | 3  | Brun Motorsport              | Oscar Larrauri Walter Brun Massimo Sigala                                | Porsche 962                    | Y     | -     |
| Np.     | GTP    | 3  | Brun Motorsport              | Oscar Larrauri Walter Brun Massimo Sigala                                | Porsche 3,0 l Flat-6 Turbo     | Y     | -     |
| Np.     | GTP    | 6  | Tom Milner Racing            | René Herzog Harald Grohs                                                 | Ford Mustang Probe             | G     | -     |
| Np.     | GTP    | 6  | Tom Milner Racing            | René Herzog Harald Grohs                                                 | Ford Zakspeed 2,1 l I4 Turbo   | G     | -     |
| Np.     | GTP    | 31 | Momo                         | Costas Los Günter Gebhardt Hellmut Mundas                                | Gebhardt 88 C2                 | G     | -     |
| Np.     | GTP    | 31 | Momo                         | Costas Los Günter Gebhardt Hellmut Mundas                                | Audi 2,1 l I4 Turbo            | G     | -     |
| Np.     | GTO    | 28 | Raul Garcia                  | Raul Garcia George Garcia                                                | Pontiac Firebird               | G     | -     |
| Np.     | GTO    | 28 | Raul Garcia                  | Raul Garcia George Garcia                                                | Pontiac 5,8 l V8 Atmo          | G     | -     |
| Np.     | GTU    | 18 | Rick Holland                 | Rick Holland Mike Green Dennis Chambers                                  | Mazda RX-7                     | B     | -     |
| Np.     | GTU    | 18 | Rick Holland                 | Rick Holland Mike Green Dennis Chambers                                  | Mazda 1,3 l 2-Rotor            | B     | -     |
| Np.     | GTU    | 56 | SP Racing                    | Bill Auberlen Nort Northam Cary Eisenlohr Gary Auberlen                  | Porsche 911 Carrera RSR        | ?     | -     |
| Np.     | GTU    | 56 | SP Racing                    | Bill Auberlen Nort Northam Cary Eisenlohr Gary Auberlen                  | Porsche 3,0 l Flat-6 Atmo      | ?     | -     |